# ماريا أندريفا
ماريا أندريفا (بالروسية: Андреева, Мария Андреевна)‏ هي ممثلة روسية، ولدت في 12 يوليو 1986 في كروبيفنيتسكي في أوكرانيا.

## وصلات خارجية
- ماريا أندريفا على موقع IMDb (الإنجليزية)
- ماريا أندريفا على موقع قاعدة بيانات الفيلم (الإنجليزية)
- ماريا أندريفا على موقع كينوبويسك (الروسية)